# 十兄弟 (1985年電視劇)
《十兄弟》（英語：Ten Brothers）是香港亞洲電視根據同名中國民間故事改編製作的劇集，由莊偉建監製，由凌文海、梁淑莊、楊得時、阮佩珍、蔡倩兒等主演。是《十兄弟》首個電視劇版本，亞洲電視繼《八仙過海》後又一改編自民間故事的劇集。

## 演員
- 凌文海 飾 程有根／十父
- 梁淑莊 飾 程蕙嫻／十母
- 唐品昌 飾 程大吉／千里眼
- 駱達華 飾 程二吉／順風耳
- 吳　剛 飾 程三吉／大力三
- 楊得時 飾 程四吉／奀皮四
- 弗　烈 飾 程五吉／飛天五
- 尹天照 飾 程六吉／銅頭六
- 李力群 飾 程七吉／高腳七
- 吳玉壽 飾 程八吉／遁地八
- 李顯明 飾 程九吉／大口九
- 蔣　金 飾 程十吉／大喊十
- 阮佩珍 飾 劉鳳蓮
- 蔡倩兒 飾 陳韻芯
- 苑麗瓊 飾 小菊
- 丁櫻 飾 阮愛芝
- 蔡國慶 飾 陳流（大帥）
- 陳植槐 飾 大隻成
- 吳　回 飾 講古佬
- 蕭山仁 飾 駱雄（副官）
- 鄭　雷 飾 雷昆
- 關子標 飾 張天偉
- 周美玲 飾 張天鳳
- 馮素波 飾 余麗芬
- 凌腓力 飾 雷大富

## 外部連結
- #亞視 十兄弟#